# Polyspora hirtella
Polyspora hirtella är en tvåhjärtbladig växtart som först beskrevs av Henry Nicholas Ridley, och fick sitt nu gällande namn av Orel, Peter G.Wilson, Curry och Luu. Polyspora hirtella ingår i släktet Polyspora och familjen Theaceae. Inga underarter finns listade i Catalogue of Life.